# Xgjao
Xgjao is een Chinees merk van motorfietsen en quads.
Dit merk produceert ca. 500.000 motorfietsen en quads per jaar. Deze zijn allemaal voorzien van 150- en 200 cc viertaktmotoren. Het modellenschema bestond in 2006 uit een sportversie, een custom, een offroadmotor en een 200 cc quad. Een 650 cc-motor was in ontwikkeling.